# Giancarlo D'Astoli
Giancarlo D'Astoli (Cosenza, 5 gennaio 1953) è un allenatore di calcio ed ex calciatore italiano, di ruolo difensore.

## Caratteristiche tecniche

### Giocatore
D'Astoli era un difensore, impiegato prevalentemente nel ruolo di terzino fluidificante. All'occorrenza è stato anche schierato come finta ala, con compiti tattici di copertura e marcatura sugli attaccanti avversari.

### Allenatore
Ha impostato le sue squadre con il gioco a zona, fin dagli esordi con la Virescit Bergamo, ispirandosi dichiaratamente ad Arrigo Sacchi. Ha alternato il 4-4-2, con un centrocampo a rombo e lo sfruttamento continuo delle fasce, al 4-3-3.

## Carriera

### Giocatore
Cresce nella Reggina, con cui esordisce nel campionato di Serie B 1970-1971. Nella formazione calabrese gioca per otto anni, di cui i primi quattro tra i cadetti, guadagnandosi il posto da titolare a partire dall'annata 1974-1975. Nella stagione 1976-1977 mette a segno 6 reti, suo record personale.
Nelle annate successive milita in varie squadre meridionali di Serie C1 e Serie C2. Milita nel Cosenza, con cui ottiene due promozioni in Serie C1, nel 1980 (sotto la guida di Nedo Sonetti) e nel 1982. Non riconfermato dai silani, passa al Potenza, con il quale è protagonista di un episodio che decide il derby con il Matera: viene colpito da una monetina lanciata dagli spalti, e per questo motivo viene assegnata la vittoria a tavolino alla sua squadra.
Dopo una stagione nel Martina, chiude la carriera nella Centese, tra il 1985 e il 1988; con gli emiliani vince un campionato di Serie C2, e nei due anni successivi disputa altrettanti campionati di Serie C1, e la Coppa Italia riservata alle squadre di Serie A e B.
Ha disputato 72 partite in Serie B, tutte con la maglia della Reggina.

### Allenatore
Inizia ad allenare poco dopo il ritiro, sempre nella Centese, dove è inizialmente il vice di Luigi Cagni. Nel 1990, dopo il passaggio di Cagni al Piacenza, ne prende il posto alla guida della squadra, ottenendo un piazzamento di centroclassifica nel primo anno, e subendo l'esonero nel secondo.
In seguito allena nel Campionato Interregionale la Virescit Bergamo, e quindi il Brescello, con cui vince il campionato di quarta serie conducendo gli emiliani per la prima volta in Serie C2. Nel 1994 viene ingaggiato dal Fiorenzuola, dove sostituisce Giorgio Veneri: nel campionato di Serie C1 1994-1995 arriva alla finale dei play-off, persa contro la Pistoiese solamente ai tiri di rigore. Nell'annata successiva, alla guida dei valdardesi, elimina dalla Coppa Italia Brescia e Torino, cedendo poi all'Inter di Roy Hodgson; in campionato, tuttavia, viene esonerato a favore di Ugo Tomeazzi.
Nel 1996 torna al Brescello, che conduce al secondo posto nel campionato di Serie C1; l'anno successivo stupisce in Coppa Italia dove dapprima elimina la Lucchese, squadra di Serie B, e poi blocca sul pareggio la Juventus di Marcello Lippi, campione d'Italia in carica, in una gara rimasta nella storia del calcio brescellese. Stavolta rimane con gli emiliani fino al 1999, e in seguito guida la SPAL prima di trasferirsi per quattro stagioni al Lumezzane, sempre in Serie C1. Con i bresciani arriva alla sua seconda finale play-off nel 2004, rimediando una nuova sconfitta nella sfida contro il Cesena conclusa con una maxi-rissa che coinvolge diversi giocatori e l'allenatore cesenate Fabrizio Castori.
Nel 2004 approda per la prima volta in Serie B, alla guida del Treviso. L'esperienza non è fortunata, e viene esonerato dopo nove giornate a favore di Giuseppe Pillon.
All'inizio della stagione 2005-2006 sostituisce Gianfranco Motta sulla panchina della Pro Sesto, dove subisce il quarto esonero della carriera. Nella stagione 2006-2007 torna al Lumezzane, nel frattempo sceso in Serie C2: ottiene la salvezza alternandosi a Trainini, e viene esonerato all'inizio della stagione successiva sostituito da Leonardo Menichini che conquisterà la promozione. Nel gennaio successivo si accasa al Feralpi Lonato, formazione bresciana di Serie D, rimanendovi fino all'esonero del gennaio 2009.
Nell'ottobre dello stesso anno sostituisce Cristiani sulla panchina del Carpi, conducendolo alla promozione in Lega Pro Seconda Divisione dopo i play-off e i successivi ripescaggi. Non riconfermato, nel corso del campionato 2010-2011 approda al Trento, sempre in Serie D, dove viene esonerato e richiamato poco dopo.
A dicembre 2011 scende ulteriormente di categoria, in Promozione, sulla panchina del Lentigione. Sotto la sua guida la formazione reggiana ottiene la promozione in Eccellenza, grazie al raggiungimento della finale di Coppa Emilia persa contro il Cattolica (a sua volta già promosso). Nel successivo campionato di Eccellenza viene riconfermato alla guida della formazione reggiana; nel gennaio 2013, a causa del ritardo in classifica rispetto alla capolista Lupa Piacenza, viene esonerato e sostituito da Francesco Bertolotti.
Nell'autunno 2014 viene richiamato sulla panchina della Centese, nel campionato di Eccellenza, senza riuscire a evitarne la retrocessione. Al termine della stagione torna per la terza volta al Lumezzane, in Lega Pro. L'8 dicembre 2015 viene esonerato insieme al suo vice Gianmarco Morisi.

## Palmarès

### Giocatore
- Campionato italiano Serie C2: 2

Cosenza: 1979-1980 (girone D)
Centese: 1985-1986 (girone B)

### Allenatore
- Campionato Nazionale Dilettanti: 1

Brescello: 1993-1994 (girone C)